# Кудухов, Виталий Викторович
Виталий Викторович Кудухов (род. 20 сентября 1989, Эльхотово, Северная Осетия, Россия) — российский боксёр-профессионал, осетинского происхождения, выступающий в первой тяжёлой и тяжёлой весовых категориях. Мастер спорта России международного класса, серебряный (2010) и двукратный бронзовый (2011, 2012) призёр чемпионата России, чемпион мира среди юношей (2006) в любителях. Среди профессионалов победитель турнира Гран-при «Короли Нокаутов Трофи» (2020) в тяжёлом весе.
Лучшая позиция по рейтингу BoxRec — 113-я (октябрь 2023) и являлся 7-м среди российских боксёров тяжёлой весовой категории, — входя в ТОП-150 лучших тяжеловесов всего мира.

## Биография
Родился 20 сентября 1989 года в селе Эльхотово, в Кировском районе Республики Северная Осетия — Алания, в России.

## Любительская карьера
В 2006 году стал чемпионом мира среди старших юношей. И потом также участвовал в других международных турнирах получив звание мастер спорта России международного класса.
В сентябре 2010 года завоевал серебро чемпионата России в Санкт-Петербурге, в весовой категории свыше 91 кг, в финале проиграв Сергею Кузьмину из Санкт-Петербурга.
В апреле 2011 года завоевал бронзу чемпионата России в Уфе, в весе свыше 91 кг, в полуфинале проиграв Ниязу Файзуллину из Башкортостана.
В ноябре 2012 года вновь стал бронзовым призёром чемпионата России в Сыктывкаре, в весовой категории до 91 кг.
В любителях официально выступал с 2006 по 2018 год. В октябре 2018 года последний раз участвовал в чемпионате России в Якутске, где проиграл Максиму Бабанину — который в итоге завоевал бронзовую медаль соревнований.
В 2011—2015 годах провёл 12 боёв в полупрофессиональной лиге World Series of Boxing, из них в 6 боях вышел победителем и 5 боёв проиграл, а 1 бой свёл вничью.

## Профессиональная карьера

### Гран-при «Короли Нокаутов Трофи»
25 июня 2020 года начал профессиональную боксёрскую карьеру сразу с участия в турнире Гран-при «Короли Нокаутов Трофи», и в четвертьфинале в первом профессиональном бою единогласным решением судей победил опытного украинца Германа Скобенко (5-5-2). В полуфинале нокаутировал во втором раунде непобежденного ингушского бойца Курейша Сагова (4-0, 2 КО). А в финале турнира победил техническим нокаутом в 1-м же раунде опытного соотечественника Владимира Маркелова (3-0), став победителем турнира Гран-при «Короли Нокаутов Трофи».

#### Бой с Юрием Быховцевым
16 ноября 2020 года в Vegas City Hall в Красногорске на боксёрском турнире «Короли нокаутов 5» в главном бою вечера победил белорусского джорнимена Юрия Быховцева (10-20-3, 5 КО). Бой поначалу проходил в неспешном темпе с преимуществом Кудухова, однако его более опытный соперник постепенно приноровился к его манере ведения боя и временами проводил успешные серии. Кудухов работал лёгкими сериями на отходе, делая ставку на набор очков. Быховцев сохранил силы до конца этого 8-раундового боя и попытался забрать его концовку. Все трое судей отдали победу в этом бою Кудухову.

#### Бой с Гильермо Джонсом
13 августа 2021 года в Москве (Россия) единогласным решением судей победил 49-летнего экс-чемпиона мира из Панамы Гильермо Джонса (41-3-2, 30 КО). Бой прошел под диктовку Кудухова на протяжении всех отведенных восьми раундов этого рейтингового боя. В каждом раунде Кудухов не форсируя события точно доносил до цели сдвоенные джебы и короткие комбинации ударов. Джонс оказал достойную оппозицию россиянину, но не смог убедить судей своим выступлением. В итоге, все трое судей единогласно отдали победу в пользу Кудухова.

#### Бой с Владиславом Вишевым
27 марта 2022 года в Москве прошёл боксёрский вечер под названием «Короли Нокаутов 7» где по итогам восьми раундов победил большинством судейских голосов (счет: 77—77, 77—75, 77—75) небитого петербуржца Владислава Вишева (5-1, 2 КО)

#### Бой с Басиром Абакаровым
13 марта 2023 года в Москве на арене УСК «Крылья Советов» по итогам шести раундов решением большинства судей (счёт: 56—56, 56—57, 54—58) проиграл небитому соотечественнику Басиру Абакарову (9-0). Бой носил конкурентный характер, но проходил с многочисленными обоюдными нарушениями. Оба боксера много вязались в клинчах и шли головой вперед, за что рефери с каждого из них снял по одному баллу походу поединка. В конечном итоге, бой продлился все отведенные раунды и завершился победой большинством судейских голосов в пользу Абакарова.

#### Спарринг с Жангаразовым
7 апреля 2023 года в Москве провёл показательный (выставочный) 4-раундовый бой типа спарринга, в котором единогласным решением судей победил известного бойца на голых кулаках соотечественника Ислама Жангоразова, — который является вторым номером рейтинга тяжеловесов промоушена Hardcore FC.

#### Бой с Георгием Юновидовым
6 сентября 2024 года на ледовой арене «Трактор» в Челябинске, Россия пройдет 10-раундовый бой с 31-летним Георгием Юновидовым (9-1) на турнире RCC Boxing.

## Статистика профессиональных боёв
В таблице перечислены результаты всех поединков боксёров.
В каждой строке указан результат поединка. Дополнительно номер поединка обозначен цветом, который обозначает итог поединка. Расшифровка обозначений и цветов представлена в нижеследующей таблице.
| Пример | Расшифровка                     |
| ------ | ------------------------------- |
|        | Победа                          |
|        | Ничья                           |
|        | Поражение                       |
|        | Планируемый поединок            |
|        | Поединок признан несостоявшимся |
| КО     | Нокаут                          |
| ТКО    | Технический нокаут              |
| PTS    | Решение судей (по очкам)        |
| UD     | Единогласное решение судей      |
| MD     | Решение большинства судей       |
| SD     | Раздельное решение судей        |
| RTD    | Отказ от продолжения боя        |
| DQ     | Дисквалификация                 |
| NC     | Поединок признан несостоявшимся |

| 7 поединков, 6 побед (2 нокаутом), 1 поражение. | 7 поединков, 6 побед (2 нокаутом), 1 поражение. | 7 поединков, 6 побед (2 нокаутом), 1 поражение. | 7 поединков, 6 побед (2 нокаутом), 1 поражение. | 7 поединков, 6 побед (2 нокаутом), 1 поражение.          | 7 поединков, 6 побед (2 нокаутом), 1 поражение. | 7 поединков, 6 побед (2 нокаутом), 1 поражение.                                      |
| Бой                                             | Рекорд                                          | Дата боя                                        | Соперник                                        | Место проведения боя                                     | Раундов, время                                  | Дополнительно                                                                        |
| ----------------------------------------------- | ----------------------------------------------- | ----------------------------------------------- | ----------------------------------------------- | -------------------------------------------------------- | ----------------------------------------------- | ------------------------------------------------------------------------------------ |
| 7                                               | 6-1                                             | 13 марта 2023                                   | Басир Абакаров (9-0)                            | УСК «Крылья Советов», Москва, Россия                     | MD 6 (6)                                        | Счёт: 56-56, 56-57, 54-58.                                                           |
| 6                                               | 6-0                                             | 27 марта 2022                                   | Владислав Вишев (5-0)                           | КЗ «Мир», Москва, Россия                                 | MD 8 (8)                                        | Счёт: 77-77, 77-75 (дважды).                                                         |
| 5                                               | 5-0                                             | 13 августа 2021                                 | Гильермо Джонс (41-3-2)                         | Волейбольная арена Динамо, Москва, Россия                | UD 8 (8)                                        | Счёт: 80-72, 78-74, 77-75.                                                           |
| 4                                               | 4-0                                             | 16 ноября 2020                                  | Юрий Быховцев (10-20-3)                         | Вегас Сити Холл, Красногорск, Московская область, Россия | UD 8 (8)                                        | Счёт: 79-73, 77-75 (дважды).                                                         |
| 3                                               | 3-0                                             | 25 июня 2020                                    | Владимир Маркелов (2-0)                         | Вегас Сити Холл, Красногорск, Московская область, Россия | TKO 1 (4), 2:05                                 | Стал победителем турнира Гран-при «Короли Нокаутов Трофи».                           |
| 2                                               | 2-0                                             | 25 июня 2020                                    | Курейш Сагов (4-0)                              | Вегас Сити Холл, Красногорск, Московская область, Россия | TKO 2 (4), 0:28                                 | Полуфинал турнира Гран-при «Короли Нокаутов Трофи».                                  |
| 1                                               | 1-0                                             | 25 июня 2020                                    | Герман Скобенко (5-5-2)                         | Вегас Сити Холл, Красногорск, Московская область, Россия | UD 4 (4)                                        | Счёт: 39-37, 39-36 (дважды). Четвертьфинал турнира Гран-при «Короли Нокаутов Трофи». |
| Бой                                             | Рекорд                                          | Дата боя                                        | Соперник                                        | Место проведения боя                                     | Раундов, время                                  | Дополнительно                                                                        |